# Wiktorija Pjatatschenko
Wiktorija Pjatatschenko (ukrainisch Вікторія П'ятаченко, eng. Transkription Viktoriya Pyatachenko; * 7. Mai 1989) ist eine ukrainische Sprinterin.
Bei den Leichtathletik-Europameisterschaften 2012 wurde sie Vierte über 200 m.

## Persönliche Bestzeiten
- 60 m (Halle): 7,31 s, 18. Februar 2012, Sumy
- 100 m: 11,36 s, 27. Mai 2012, Jalta
- 200 m: 22,71 s, 14. Juni 2012, Jalta